# Sjönevadsborg
Sjönevadsborg är en borgruin som ligger på en liten ö i Sjönevadssjön i Vessige socken i Falkenbergs kommun. 
Borgen var ursprungligen 85 gånger 45 meter och täckte större delen av ön, vilken numera tillhör gården Amiralens. De gräsbevuxna inre vallen är en sluten cirkel som är 150 meter lång, 20 meter bred och fem meter hög. Den yttre vallen följer i stort strandkonturen. År 1953 genomfördes en arkeologisk provundersökning och fynd gjordes av järnslagg, krukskärvor och ben. Fynden daterades till vikingatid eller tidig medeltid. Nya undersökningar gjordes 2002/2003, de har daterat borgen till 1100- och eller 1200-talet. 
Borgen byggdes sannolikt i flera omgångar. Först relativt hastigt med material från ön, därefter en över längre tid och med mer betydande resurser utifrån. Därefter ska en brand ha skadat anläggningen, varefter den återställdes, men mindre ambitiöst än under den andra byggfasen. Borgens läge tyder på att den utgjort en befäst gård eller tillflyktsborg.  
Det är osäkert vad borgens syfte var och vilka det var som använde. Exempel på potentiella användningsområden är av den danska kungamakten, t.ex. under Sven Grate och Karl Eriksens fälttåg mot Småland 1152-1153 eller som skydd för traktens bönder under upproret mot Absalon Hvide i början av 1180-talet. Samtliga tolkningar är dock mycket osäkra.
I Kung Valdemars jordebok från 1231 kallas borgen "Scönäwats biargh", till vilken sju underliggande byar betalat skatt med 10 mark silver. På Jacob Langebeks karta baserad på Valdemars jordebok finnes en markering med namnet "Scönewatsburg". Enligt äldre tradition, upptecknad av Sven Peter Bexell i Hallands historia och beskrifning, skall en av Hallands fylkes-konungar ha bott på borgen.